# Ziua Dobrogei

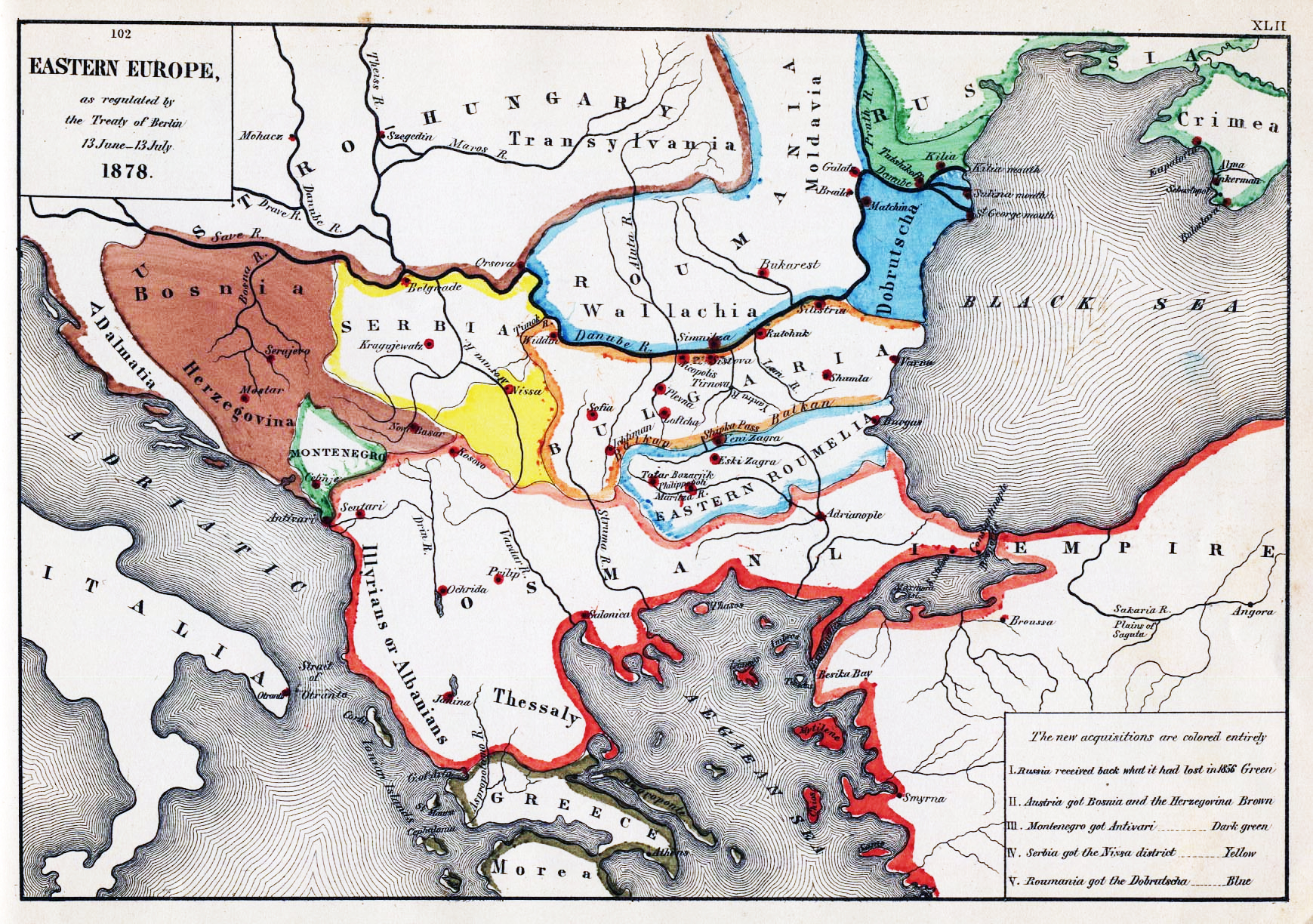
Harta consecințelor Tratatului de la Berlin (1878), prin care zona albastră (Dobrogea de Nord) a fost dată României

Ziua Dobrogei este o sărbătoare publică a României celebrată la fiecare 14 noiembrie care comemorează încorporarea regiunii Dobrogea de Nord în România la 14 noiembrie 1878.

## Context
Principatul României a câștigat Dobrogea de Nord [inclusiv Delta Dunării și Insula Șerpilor) în 1878, după ce a învins Imperiul Otoman împreună cu Rusia în Războiul ruso-turc din 1877–1878. Acest teritoriu a fost dat de Rusia ca „schimb” sau „compensație” pentru anexarea de către aceasta din urmă a regiunii românești Sudul Basarabiei. România a cucerit mai târziu Dobrogea de Sud și în 1913, după a război împotriva Bulgariei, apoi a pierdut întreaga Dobrogie (cu excepția Deltei Dunării) în timpul Primului Război Mondial după  Tratatul de la București din 1918, l-a recâștigat un an mai târziu după Tratatul de la Neuilly-sur-Seine, și în cele din urmă a pierdut Dobrogea de Sud după Tratatul de la Craiova din 7 septembrie 1940, acesta fiind urmat de un schimb de populație între Bulgaria și România⁠(d).

## Propunerea de sărbătorire
Sărbătoarea a fost propusă de 27 de deputați și senatori români, care au explicat că integrarea Dobrogei de Nord împreună cu unificarea principatelor române sub Principele Alexandru Ioan Cuza a marcat „începutul Marii Uniri” și că au fost un prim pas pentru „recunoașterea României că stat de către puterile europene” și „întemeierea statului român modern”.
Propunerea a fost adoptată la 19 noiembrie 2013 de Senatul României și la 9 septembrie 2015 de Camera Deputaților. În sfârșit, Legea 230/2015 privind stabilirea sărbătorii a fost publicată de „Monitorul Oficial”, la 7 octombrie 2015. Potrivit acesței legi, autoritățile locale și centrale, precum și instituțiile publice de cultură din tară și străinătate pot să organizeze programe și evenimente științifice și culturale. Autoritățile administrației publice centrale și locale pot ajută material și logistic evenimentele organizate in această zi, iar Societatea Română de Radiodifuziune și Televiziunea Română pot transmite programe și emisiuni culturale despre Ziua Dobrogei.

## Sărbătorirea
Ziua este sărbătorită de autoritățile locale și de populația diferitelor orașe și sate dobrogeene, cum ar fi Constanța, Tulcea, Mangalia, Medgidia, Mamaia, Cernavodă, Năvodari și Sulina. Ziua Dobrogei este sărbătorită și de localnicii bulgari și lipoveni.